# Суханбаевский сельский округ
Суханба́евский се́льский окру́г (ранее — Карасу́ский сельсове́т, каз. Суханбаев ауылдық округі) — административная единица в составе Байзакского района Жамбылской области Казахстана.
Административный центр — село Жакаш.

## История
В 1989 году существовал как Карасуский сельсовет в составе трёх населённых пунктов: Фрунзе (ныне — Жакаш, административный центр), Карасу, Кокузек.
В периоде 1991—1998 годов:
- сельсовет был переименован и преобразован в сельский округ в соответствии с реформами административно-территориального устройства Республики Казахстан;
- село Фрунзе было переименовано в село Жакаш.

Совместным постановлением акимата Жамбылской области от 25 декабря 2020 года № 296 и решению Жамбылского областного маслихата от 25 декабря 2020 года № 53-3 «О переименовании села Карасу в село Косы батыр Суханбаевского сельского округа Байзакского района Жамбылской области», — село Карасу было переименовано в село Косы батыр.

## Население
| Численность населения | Численность населения | Численность населения |
| 1989                  | 1999                  | 2009                  |
| --------------------- | --------------------- | --------------------- |
| 2385                  | ↗2462                 | ↘2064                 |

## Состав
| № | Населённый пункт | Тип населённого пункта      | Население, 1989 | Население, 1999 | Население, 2009 |
| - | ---------------- | --------------------------- | --------------- | --------------- | --------------- |
| 1 | Жакаш            | аул, административный центр | 1 052           | ↘1 005          | ↘640            |
| 2 | Кокозек          | село                        | 742             | ↗839            | ↘774            |
| 3 | Косы батыр       | село                        | 591             | ↗618            | ↗650            |